# Кобальтовый овсянковый кардинал
Кобальтовый овсянковый кардинал (лат. Cyanocompsa parellina) — вид птиц из семейства кардиналовых (Cardinalidae). Единственный представитель рода Cyanocompsa. Выделяют четыре подвида. Распространены в Мексике и Центральной Америке.

## Описание
Кобальтовый овсянковый кардинал достигает длины 13—14 см. Самцы весят от 11 до 24 г, а самки — от 9,8 до 21 г. Выражен половой диморфизм. Окраска оперения самцов номинативного подвида сочетает в себе различные оттенки синего: небесно-голубая на лбу и щеках, черновато-голубая на верхней части тела, ультрамариновая на надхвостье и тёмно-синяя на нижней части тела от подбородка до брюха. Взрослые и неполовозрелые самки в целом тускло-коричневатые, с красноватым оттенком на брюхе. Неполовозрелые самцы в целом серо-голубые с коричневатым оттенком на брюхе. Подвиды различаются по интенсивности и оттенкам окраски оперения разных частей тела.

## Распространение и места обитания
Номинативный подвид является наиболее распространенным, его ареал простирается от Веракруса на востоке Мексики на юг и восток через Белиз, Гватемалу, Гондурас и Сальвадор до северо-запада Никарагуа. Распространение подвида C. p. beneplacito в основном приурочено к штату Нуэво-Леон на северо-востоке Мексики, хотя отмечены залёты в Техас и Луизиану. C. p. lucida встречается на северо-востоке и востоке Мексики, а C. p. indigotica — в западной Мексике от Синалоа на юг до штатов Оахака и Чьяпас. Кобальтовый овсянковый кардинал обитает в густой растительности, такой как кустарниковые заросли, густой подлесок и опушки высокого леса. Встречается на высоте до 1850 м над уровнем моря в Мексике и до 900 м в Гватемале.

## Биология
Биология практически не исследована. Кобальтовый овсянковый кардинал добывает пищу поодиночке или парами в низкой растительности. Состав рациона не описан. Чашеобразное гнездо из травы, корешков и другого мелкого растительного материала размещается в кустах. В кладке 2—3 яйца.

## Систематика
Кобальтовый овсянковый кардинал был описан французским натуралистом Шарлем Люсьеном Бонапартом в 1850 году под биноменом Passerina parellina, а затем Cyanoloxia parellina. Немецкий орнитолог Жан Кабанис выделил род Cyanocompsa в 1861 году, поместив в него Cyanocompsa parellina под современным латинским названием.
Выделяют четыре подвида:
- Cyanocompsa parellina beneplacita Bangs, 1915 — северо-восток Мексики
- Cyanocompsa parellina indigotica (Ridgway, 1887) — запад и юго-запад Мексики
- Cyanocompsa parellina lucida Sutton & Burleigh, 1939 — северо-восток и восток Мексики
- Cyanocompsa parellina parellina (Bonaparte, 1850) — от востока и юго-востока Мексики до Никарагуа

Подвид C. p. lucida некоторые авторы объединяют с подвидом C. p. beneplacita.